# Ironman d'Hawaï 1989
Navigation
Édition précédente Édition suivante
L'Ironman d'Hawaï 1989 se déroule le 16 octobre 1989 à Kailua-Kona dans l'État d'Hawaï. Il est le dernier organisé par la Hawaï Triathlon Corporation, qui est cédée à la naissante World Triathlon Corporation.

## Résultats

### Hommes
| Pos.     | Temps           | Nom               | Pays                 | Détail temps | Détail temps | Détail temps    | Détail temps | Détail temps    |
| Pos.     | Temps           | Nom               | Pays                 | Natation     | T1           | Cyclisme        | T2           | Course à pied   |
| -------- | --------------- | ----------------- | -------------------- | ------------ | ------------ | --------------- | ------------ | --------------- |
|          | 8 h 09 min 15 s | Mark Allen        | États-Unis           | 51 min 17 s  | 0 min 00 s   | 4 h 37 min 52 s | 0 min 00 s   | 2 h 40 min 04 s |
|          | 8 h 10 min 13 s | Dave Scott        | États-Unis           | 51 min 16 s  | 0 min 00 s   | 4 h 37 min 53 s | 0 min 00 s   | 2 h 41 min 03 s |
|          | 8 h 32 min 16 s | Greg Welch        | Australie            | 51 min 39 s  | 0 min 00 s   | 4 h 43 min 43 s | 0 min 00 s   | 2 h 56 min 53 s |
| 4        | 8 h 32 min 32 s | Ken Glah          | États-Unis           | 51 min 24 s  | 0 min 00 s   | 4 h 38 min 57 s | 0 min 00 s   | 3 h 02 min 10 s |
| 5        | 8 h 32 min 42 s | Pauli Kiuru       | Finlande             | 53 min 29 s  | 0 min 00 s   | 4 h 43 min 08 s | 0 min 00 s   | 2 h 56 min 03 s |
| 6        | 8 h 36 min 52 s | Scott Tinley      | États-Unis           | 54 min 15 s  | 0 min 00 s   | 4 h 38 min 53 s | 0 min 00 s   | 3 h 03 min 43 s |
| 7        | 8 h 38 min 33 s | Jürgen Zäck       | Allemagne de l'Ouest | 52 min 23 s  | 0 min 00 s   | 4 h 39 min 20 s | 0 min 00 s   | 3 h 06 min 49 s |
| 8        | 8 h 39 min 13 s | Yves Cordier      | France               | 51 min 20 s  | 0 min 00 s   | 4 h 41 min 50 s | 0 min 00 s   | 3 h 06 min 01 s |
| 9        | 8 h 39 min 35 s | Ray Browning      | États-Unis           | 51 min 33 s  | 0 min 00 s   | 4 h 42 min 04 s | 0 min 00 s   | 3 h 05 min 57 s |
| 10       | 8 h 39 min 56 s | Wolfgang Dittrich | Allemagne de l'Ouest | 48 min 13 s  | 0 min 00 s   | 4 h 39 min 04 s | 0 min 00 s   | 3 h 12 min 38 s |
| Source : |                 |                   |                      |              |              |                 |              |                 |

### Femmes
| Pos.     | Temps           | Nom                  | Pays       | Détail temps    | Détail temps | Détail temps    | Détail temps | Détail temps    |
| Pos.     | Temps           | Nom                  | Pays       | Natation        | T1           | Cyclisme        | T2           | Course à pied   |
| -------- | --------------- | -------------------- | ---------- | --------------- | ------------ | --------------- | ------------ | --------------- |
|          | 9 h 00 min 56 s | Paula Newby-Fraser   | Zimbabwe   | 54 min 19 s     | 0 min 00 s   | 5 h 01 min 00 s | 0 min 00 s   | 3 h 05 min 37 s |
|          | 9 h 21 min 55 s | Sylviane Puntous     | Canada     | 56 min 33 s     | 0 min 00 s   | 5 h 09 min 28 s | 0 min 00 s   | 3 h 15 min 53 s |
|          | 9 h 24 min 31 s | Kirsten Hanssen Ames | États-Unis | 53 min 52 s     | 0 min 00 s   | 5 h 05 min 17 s | 0 min 00 s   | 3 h 25 min 22 s |
| 4        | 9 h 38 min 33 s | Fernanda Keller      | Brésil     | 1 h 02 min 18 s | 0 min 00 s   | 5 h 20 min 33 s | 0 min 00 s   | 3 h 15 min 42 s |
| 5        | 9 h 43 min 00 s | Susan Latshaw        | États-Unis | 56 min 36 s     | 0 min 00 s   | 5 h 10 min 31 s | 0 min 00 s   | 3 h 35 min 52 s |
| 6        | 9 h 43 min 18 s | Jan Wanklyn          | Australie  | 52 min 29 s     | 0 min 00 s   | 5 h 27 min 54 s | 0 min 00 s   | 3 h 22 min 54 s |
| 7        | 9 h 44 min 37 s | Tina Bischoff        | Australie  | 54 min 31 s     | 0 min 00 s   | 5 h 22 min 23 s | 0 min 00 s   | 3 h 27 min 41 s |
| 8        | 9 h 45 min 36 s | Julie Wilson         | États-Unis | 56 min 38 s     | 0 min 00 s   | 5 h 07 min 31 s | 0 min 00 s   | 3 h 41 min 26 s |
| 9        | 9 h 49 min 17 s | Leslie Fedon         | États-Unis | 54 min 17 s     | 0 min 00 s   | 5 h 19 min 10 s | 0 min 00 s   | 3 h 35 min 50 s |
| 10       | 9 h 52 min 51 s | Amy Aikman           | États-Unis | 58 min 19 s     | 0 min 00 s   | 5 h 31 min 33 s | 0 min 00 s   | 3 h 22 min 57 s |
| Source : |                 |                      |            |                 |              |                 |              |                 |